# Oberes Fintautal
Das Obere Fintautal ist ein Naturschutzgebiet in der niedersächsischen Stadt Schneverdingen im Landkreis Heidekreis und in der Gemeinde Fintel in der Samtgemeinde Fintel im Landkreis Rotenburg (Wümme).

## Allgemeines
Das Naturschutzgebiet mit dem Kennzeichen NSG LÜ 018 ist rund 416 Hektar groß. Davon entfallen 346,3 Hektar auf den Landkreis Heidekreis und 69,7 Hektar auf den Landkreis Rotenburg (Wümme). Das Gebiet steht seit dem 16. Dezember 1996 unter Naturschutz. In ihm geht das zum 16. September 1971 ausgewiesene Naturschutzgebiet „Fintautal“ auf. Zuständige untere Naturschutzbehörde sind die Landkreise Heidekreis und Rotenburg (Wümme).

## Beschreibung
Das Naturschutzgebiet liegt südlich der Schneverdinger Ortsteile Wesseloh und Wintermoor und östlich von Fintel am Rand des Naturparks Lüneburger Heide. Es stellt die in Teilen noch natürlich mäandrierende Fintau von ihren Quellbächen bis Fintel sowie die den Flusslauf umgebende Niederung inklusive des Mühlenteiches in Eggersmühlen und mehrere Fischteiche unter Schutz. Der Mühlenteich ist ein Stausee bei Eggersmühlen. Die Fintau wird hier durch einen Damm gestaut, um damit eine Wassermühle betreiben zu können. Die Mühle arbeitete bis etwa 1950.
In der Fintauniederung finden sich Erlen-, Birken- und Kiefernbrüche sowie Heidemoore und Wälder. Insbesondere in den Randbereichen des Naturschutzgebietes sind an einigen Stellen landwirtschaftliche Nutzflächen in Form von Grünland und Acker zu finden.